# Sara Cahier
Sara Jane Cahier (ursprungligen Sarah Jeanne Layton-Walker), född 8 januari 1875 i Nashville i Tennessee, död 15 april 1951 i Wien, var en amerikanskfödd operasångerska (alt) och pedagog, huvudsakligen verksam i Europa.
Cahier utbildades bland annat av Jean de Rezké i Paris, och debuterade 1904 som Orfeus i Orfeus och Eurydike på operan i Nizza. Hon var därefter främst verksam vid hovoperan i Wien samt i München under Gustav Mahlers ledning, men turnerade även i andra delar av Europa samt i Amerika. Mahler skrev altpartiet i Das Lied von der Erde med tanke på Cahier och hon medverkade vid uruppförandet av detta verk 1911. Från 1915 framträdde Cahier framför allt i Sverige där hon fick stora framgångar i Stockholm 1915–1917, bland annat i Verdi-rollerna Amneris (Aida) och Azucena (Trubaduren) samt som Otrud i Lohengrin och i titelrollen i Carmen (i den sistnämnda rollen finns hon dokumenterad i en svit bilder av fotografen Henry B. Goodwin, av vilka en också ingår i dennes bok Konstnärsporträtt från 1917). Cahier verkade även som romanssångerska.
Cahier var 1905–1935 gift med den svenske impressarion Charles Cahier (född Gottfrid E. Carlson, 1868–1955) och förvärvade under 1910-talet svenskt medborgarskap. Hon var under denna tid främst känd som Madame Charles Cahier. Under en tid var hon innehavare av Helgerums slott nära Västervik.